# Candelario Duvergel

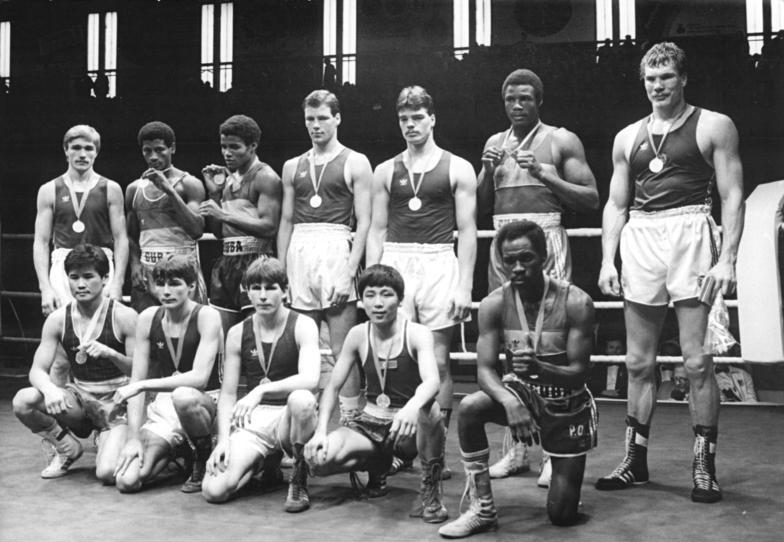
Candelario Duvergel (hintere Reihe, zweiter von links) im Jahr 1986

Candelario Duvergel Hodelín (* 1963 in Niceto Pérez; † 17. Juni 2016 in Havanna) war ein kubanischer Boxer. Er war Vize-Weltmeister der Amateure 1986 in Reno im Weltergewicht.

## Werdegang
Candelario Duvergel wurde schon in seiner Kindheit von kubanischen Talentsuchern für das Boxen entdeckt und systematisch an diesen Sport herangeführt. Dem damaligen System in Kuba entsprechend wurde er in das Leistungszentrum für Boxen in Guantánamo delegiert, in dem zu seiner Zeit fast 90 Prozent der kubanischen Spitzenboxer trainierten. Im strengen Internatsbetrieb in Guantánamo kam er gut zurecht und entwickelte sich dort unter der Obhut des Cheftrainers Zagarra schon in jungen Jahren zu einem der besten Amateurboxer Kubas und der Welt. Er war ungemein schnell, technisch hochbegabt und ein außergewöhnliches Bewegungstalent, litt nur manchesmal etwas an der fehlenden Härte.
Seinen ersten aufsehenerregenden Kampf lieferte Candelario Duvergel im Rahmen eines Länderkampfes USA gegen Kuba 1982 in Reno dem amtierenden Weltmeister im Weltergewicht Mark Breland. Er verlor diesen Kampf zwar knapp nach Punkten, zeigte aber schon seine große Veranlagung und machte Breland den Sieg sehr schwer.
1983 wurde Candelario Duvergel erstmals kubanischer Meister im Weltergewicht. Diesen Titel gewann er dann bis zum Jahr 1991 neunmal hintereinander, siebenmal im Welter- und zweimal im Halbweltergewicht. Wenn man von der Stärke und der außergewöhnlichen Breite der kubanischen Boxer in jenen Jahren weiß, kann man diese Erfolge gar nicht hoch genug würdigen.
Auch auf internationalem Gebiet stellten sich ab 1983 die Erfolge ein. In diesem Jahr wurde er in Caracas mit einem Abbruchsieg in der 1. Runde über Genaro León aus Mexiko erstmals Panamerikanischer Meister im Halbweltergewicht. Außerdem gewann er in diesem Jahr auch den Nordamerikanischen Meistertitel und das Welt-Cup Turnier in Rom im Halbweltergewicht. In Rom besiegte er dabei William Waliwango aus Uganda, Wassili Schischow aus der UdSSR und Imre Bácskai aus Ungarn.
1984 startete er beim Chemie-Pokal in Halle (Saale) und musste dort im Finale des Weltergewichtes eine Punktniederlage gegen Torsten Schmitz, DDR, hinnehmen. Im selben Jahr startete er auch beim Intercup in Karlsruhe und besiegte dabei im Finale Alexander Künzler, BRD, klar nach Punkten. An den Olympischen Spielen des Jahres 1984 in Los Angeles konnte er nicht teilnehmen, weil die sozialistischen Staaten, also auch Kuba, diese Spiele boykottierten. Im Gegensatz zu allen anderen sozialistischen Staaten jener Zeit boykottierte Kuba dann auf Geheiß von Fidel Castro auch den Welt-Cup 1985 in Seoul und die Olympischen Spiele 1988 in Seoul. Candelario Duvergel wurde also aus politischen Gründen von den kommunistischen Machthabern in Kuba 1984 und 1988 die Chance einer Teilnahme an den Olympischen Spielen genommen. Bei einem von den kommunistischen Staaten organisierten „Ersatzturnier“ für die Olympischen Spiele, das 1984 in Havanna stattfand, siegte er über W. Sandford, Guayana, Imre Bacskai u. Wjatscheslaw Janowski aus der UdSSR und gewann damit dieses Turnier.
Er setzte seine Karriere fort und gewann 1985 u. a. Turniere in Ústí nad Labem, Ulaanbaatar, Havanna und Maturín/Venezuela. Er besiegte dabei mit Juan Carlos Lemus, Kuba, und Alejandro Ugueto aus Venezuela sehr starke Boxer.
Im Jahre 1986 nahm er beim Chemie-Pokal in Halle Revanche an Torsten Schmitz für die Niederlage von 1984. Er gewann dieses Turnier mit dem Sieg über Schmitz. Im Jahre 1986 nahm er auch an der Weltmeisterschaft in Reno/USA teil. Er kam dort zu Siegen über V. Onsoy, Türkei, R. Khemais, Tunesien, D. Denny, Irland und Torsten Schmitz, den er im Halbfinale knapp mit 3:2 Punktrichterstimmen schlug. Im Endkampf unterlag Candelario Duvergel dann dem US-Amerikaner Kenneth Gould ebenso knapp mit 2:3 Punktrichterstimmen und wurde damit Vize-Weltmeister.
1987 gewann Candelario Duvergel in Indianapolis zum zweiten Mal bei den Pan American Games. Im Halbweltergewicht benötigte er dazu fünf Kämpfe und schlug im Finale Todd Foster aus den USA mit 4:1 Punktrichterstimmen. Beim World-Cup des gleichen Jahres in Belgrad wurde er im Kampf gegen den Einheimischen Mirko Puzović in der 1. Runde disqualifiziert und belegte in der Endabrechnung den 3. Platz.
Im Jahre 1988 fand Candelario Duvergel beim TSC-Turnier in Berlin (Ost) seinen Meister in dem neuen Boxstar aus der DDR Siegfried Mehnert. Mehnert besiegte ihn im Weltergewicht mit 4:1 Punktrichterstimmen. 1989 nahm Candelario Duvergel wieder an der Weltmeisterschaft, die in Moskau stattfand teil. Im Halbweltergewicht unterlag er aber schon im Viertelfinale gegen Igor Ruschnikow aus der UdSSR und belegte mit drei weiteren Boxern den 5. Platz.
1990 gewann er dann in Havanna den World Cup mit einem Sieg im Halbfinale über Egidio Piseddu aus der BRD und einem Sieg im Finale über seinen Landsmann Liben Blanco. 1991 erreichte Candelario Duvergel bei den Pan American Games in Havanna nach einer Niederlage gegen Aníbal Santiago Acevedo aus Puerto Rico im Halbweltergewicht nur den 5. Platz. Bei seiner letzten großen internationalen Meisterschaft, an der er teilnahm, der Weltmeisterschaft 1991 in Sydney gelang ihm aber noch einmal ein Medaillengewinn. Nach einer Niederlage im Halbfinale gegen Vernon Forrest aus den USA errang er im Halbweltergewicht noch einmal eine WM-Bronzemedaille.
Für die Teilnahme an den Olympischen Spielen 1992 in Barcelona konnte sich Candelario Duvergel nicht mehr qualifizieren. Er trat daraufhin zurück. Duvergel starb am 17. Juni 2016 in Havanna an einem Herzinfarkt. Er war bis kurz vor seinem Tod als Trainer tätig.

## Internationale Erfolge
(WM = Weltmeisterschaft, Hw = Halbweltergewicht, We = Weltergewicht, Hm = Halbmittelgewicht, damals bis 63,5 kg, 67 kg u. 71 kg Körpergewicht)
- 1983, 1. Platz, Turnier in Ústí nad Labem, We, vor K. Kotowischikow, UdSSR;
- 1983, 1. Platz, Turnier in Bukarest, We, vor Mihai Ciobotaru, Rumänien;
- 1983, 1. Platz, Panamerikanische Spiele in Caracas, Hw, vor Jerry Page, USA,  Genaro Leon, Mexiko u.  Giovanni Lopez, Dom. Rep.;
- 1983, 1. Platz, Nordamerik. Meisterschaft in Houston, Hw, vor Vincent Webb, USA;
- 1983, 1. Platz, World Cup in Rom, Hw, vor Imre Bácskai, Ungarn u. Wassili Schischow, UdSSR;
- 1983, 1. Platz, Centralamerik. Meisterschaft in Havanna, We, vor L. Lacayo, Nicaragua;
- 1984, 2. Platz, Chemie-Pokal in Halle (Saale), We, hinter Torsten Schmitz, DDR;
- 1984, 1. Platz, Turnier in Ústí nad Labem, We, vor Mihei Ciabotaru;
- 1984, 1. Platz, Intercup in Karlsruhe, We, vor Alexander Künzler, BRD;
- 1984, 1. Platz, „Giraldo Córdova Cardín“-Turnier in Havanna, We, vor José Luis Hernández, Kuba;
- 1984, 1. Platz, Turnier in Havanna, Hw, vor Wjatscheslaw Janowski, UdSSR u. Imre Bacskai;
- 1985, 1. Platz, Turnier in Ulaanbaatar, We, vor K. Abboud, Algerien;
- 1985, 1. Platz, Grand Prix in Ústí nad Labem, We, vor R. Ibischew, Bulgarien u. E. Hakimow, UdSSR;
- 1985, 1. Platz, „Giraldo Córdova Cardín“-Turnier in Havanna, We, vor Juan Carlos Lemus, Kuba;
- 1985, 1. Platz, Centralamerik. Meisterschaft in Maturín/Venezuela, We, vor Alejandro Ugueto, Venezuela;
- 1986, 1. Platz, „Strandatja“-Turnier in Sofia, We, vor Angel Stojanow, Bulgarien;
- 1986, 1. Platz, Chemie-Pokal in Halle/Saale, We, vor Torsten Schmitz;
- 1986, 1. Platz, Grand Prix in Ústí nad Labem, We, vor J. Kondraschow, UdSSR;
- 1986, 2. Platz, WM in Reno/USA, We, hinter Kenneth Gould, USA u. vor Torsten Schmitz u. Tibor Molnar, Ungarn;
- 1987, 2. Platz, Chemie-Pokal in Halle/Saale, We, hinter Siegfried Mehnert, DDR;
- 1987, 1. Platz, Grand Prix in Ústí nad Labem, We, vor Andrei Bjelow, UdSSR;
- 1987, 1. Platz, Pan American Games in Indianapolis, Hw, vor Todd Foster, USA, Daniel Cueto, Panama u. Wanderley Oliveira, Brasilien;
- 1987, 1. Platz, Nordamerikanische Meisterschaft, Hw, vor Pedro Saiz, Dom. Rep.;
- 1987, 3. Platz, World-Cup in Belgrad, Hw, Sieger: Mirko Puzović, Jugoslawien;
- 1987, 1. Platz, Centralamerik. Meisterschaft in San Jose/CRC, vor Humberto Aranda, CRC;
- 1988, 2. Platz, TSC-Turnier in Berlin, We, hinter Siegfried Mehnert;
- 1988, 1. Platz, Centralamerik. Meisterschaft in Guatemala-Stadt, We, vor Humberto Aranda;
- 1989, 2. Platz, „Strandatja“-Turnier in Sofia, We, hinter Francisc Vaștag, Rumänien;
- 1989, 5. Platz, WM in Moskau, Hw, hinter Igor Ruschnikow, UdSSR, Andreas Otto, DDR, Michael Carruth, Irland u. Vukašin Dobrašinović, Jugoslawien;
- 1990, 1. Platz, World-Cup in Havanna, Hw, vor Liben Blanco, Kuba u. Egidio Piseddu, BRD;
- 1990, 1. Platz, Mittelamerika- u. Karibikmeisterschaften in Mexiko-Stadt, Hw, vor Andrew Lewis, Guayana;
- 1991, 1. Platz, „Kings“-Cup in Bangkok, Hw, vor Shane Mosley, USA;
- 1991, 3. Platz, „Giraldo Córdova Cardín“-Tournament in Havanna, Hw, Sieger: Héctor Vinent, Kuba;
- 1991, 5. Platz, Panamerikanische Spiele in Havanna, Hw, hinter Steve Johnston, USA, Edgar Ruiz, Mexiko, Aníbal Santiago Acevedo, Puerto Rico u. Wanderley Oliveira;
- 1991, 3. Platz, WM in Sydney, Hw, hinter Konstantin Tszyu, UdSSR u. Vernon Forrest, USA, gemeinsam mit Moses James, Nigeria;
- 1992, 2. Platz, Chemie-Pokal in Halle/Saale, Hm, hinter Orhan Delibas, Niederlande;
- 1992, 2. Platz, Intern. Retadores Match in Tampa, hinter Vernon Forrest

## Länderkämpfe
- 1982 in Reno/USA, USA gegen Kuba, We, Punktniederlage gegen Mark Breland,
- 1983 in Havanna, Kuba gegen USA, We, Punktsieger über Ronnie Ersett,
- 1984 in Reno, USA gegen Kuba, We, Punktsieger über Louis Howard

## Kubanische Meisterschaft
(Finalergebnisse)
- 1983, We, Punktsieger über Orestes Solanos,
- 1984, We, Punktsieger über José Luis Aguilar,
- 1985, We, Punktsieger über José Luis Hernández,
- 1986, We, Punktsieger über Juan Carlos Lemus,
- 1987, We, Punktsieger über Juan Carlos Lemus,
- 1988, We, Punktsieger über Juan Carlos Lemus,
- 1989, We, Punktsieger über Juan Carlos Lemus,
- 1990, Hw, Punktsieger über Juan P. Cano,
- 1991, Hw, Punktsieger über Alexander Mesa,
- 1992, Hw, Punktniederlage im Halbfinale gegen Héctor Vinent